# Palmaris monticolens
Palmaris monticolens är en fjärilsart som beskrevs av Butler 1881. Palmaris monticolens ingår i släktet Palmaris och familjen praktfjärilar. Inga underarter finns listade i Catalogue of Life.